# Pila (gastropodo)
Pila es un género de caracoles de agua dulce de origen africano y asiático de la familia Ampullariidae. Al igual que al resto de los integrantes de la familia Ampullariidae, se los conoce como caracoles manzana. Si bien las especies de Pila son similares a los de género Pomacea, se diferencian de estas últimas por presentar un opérculo calcáreo. 

## Distribución
La distribución del género Pila incluye África, Madagascar, el sur de Asia y las islas del Indo-Pacífico.

## Especies
Las especies del género Pila son:
Subgénero Pila
- Pila africana (v. Martens, 1886)[3][2]
- Pila ampullacea (Linnaeus, 1758) - especie tipo[3][2]
- Pila brohardi (Granger, 1892)[2]
- Pila cecillei (Philipi, 1848)[3][2]
- Pila conica (Gray, 1828)[2]
- Pila globusa (Swainson, 1828)[2]
- Pila occidentalis (Mousson, 1887)[3][2]
- Pila ovata (Oliver, 1804)[3][2]
- Pila pesmei (Morelet, 1889)[2]
- Pila polita (Deshayes, 1830)[2]
- Pila saxea (Reeve, 1856)[2]
- Pila scutata (Housson, 1848)[2]
- Pila speciosa Philippi, 1849[3][2]
- Pila virens (Lamarck)[2]
- Pila wernei (Philipi, 1851)[3][2]

SubgéneroTurbinicola Annandale & Prashad, 1921
- Pila aperta (Prashad, 1925)[2]
- Pila (Turbinicola) saxea (Annandale & Prashad, 1921)[2]

## Uso Humano
Las conchas de Pila se utilizan en la etnomedicina tradicional contra la debilidad por la población Saharia en Rajasthan, India.